# PGPfone
PGPfone  était un système de téléphonie vocale sécurisé développé par Philip Zimmermann en 1995. Le protocole PGPfone avait peu de choses en commun avec le système de chiffrement d'email PGP du même créateur, sauf le nom. Il utilisait le protocole d'échange de clés Diffie-Hellman pour établir une clé de session, puis pour chiffrer le flux de paquets vocaux. Les deux parties comparaient une chaîne d'authentification courte pour détecter une attaque Man-in-the-middle, méthode la plus commune d'écoute électronique des téléphones sécurisés de ce type. PGPfone pourrait être utilisé sur les commutateurs publics du réseau téléphonique ou sur Internet comme une voix de plus au début du système IP.
Internet n'était pas encore prêt pour le PGPfone en 1996. Il n'y avait pas de protocole standard pour la Voix sur IP. Une décennie plus tard, Zimmermann a publié le successeur de PGPfone, Zfone et ZRTP, nouveau protocole de sécurisation de VoIP basé sur des standards de VoIP modernes. Zfone s'appuie sur les idées de PGPfone.
Selon la page web du MIT PGPfone  «Le MIT ne distribue plus le PGPfone. Étant donné que le logiciel n'a pas été mis à jour depuis 1997, nous doutons qu'il puisse être exécuté sur la plupart des systèmes modernes."